# James Island (Washington)
James Island ist eine unbewohnte Insel vor der Küste des US-Bundesstaats Washington. Die Insel liegt vor der Mündung des Quillayute River bei La Push und gehört zum Clallam County, an dessen südlicher Küste sie liegt, sowie zur Quileute Indian Reservation. Bis 1931 war die Insel durch eine Landzunge mit dem Festland verbunden, ehe sie durch den Bau des Hafens von La Push zur Insel wurde.

## Geographie
Die etwa 20 Hektar große, bis zu 49 Meter hohe Felseninsel ist die größte Insel einer Gruppe von kleinen Inseln und Felsen vor der Küste Washingtons. Die Klippen der hufeisenförmigen Insel ragen fast senkrecht aus dem Meer, nur von Nordosten ist das Gipfelplateau auf einem schmalen Pfad erreichbar. James Island und die umliegenden kleineren Inseln bestehen großteils aus massivem Sandstein. Von Norden reicht eine dünne weichere Sandsteinschicht ins Zentrum der Insel, die im Laufe der Jahrtausende durch Wind und Wellen erodiert wurde und so die hufeisenförmige Form der Insel bewirkte. Das Gipfelplateau ist durch eine Schicht aus Sand, Kies und Sedimenten bedeckt, die seit der letzten Eiszeit durch Wind und Wellen auf der Insel abgelagert wurden. Heute ist das Gipfelplateau mit Tannen bewachsen.

## Geschichte
In der Sprache der Quileute wird die Insel Akalat, was mit Spitze des Felsens übersetzt wird, genannt. Der spanische Entdecker Bruno de Heceta nannte sie 1775 Los Frayles. Die Herkunft ihres heutigen Namens ist ungewiss, nach einer Überlieferung wurde sie nach James Howe, einem Stammesangehörigen der Quileute benannt, nach einer anderen nach dem Zollinspektor Francis W. James, der 1885 als erster Weißer auf den Felsen geklettert sein soll.
Der britische Kapitän John Meares berichtet, dass sich 1788 auf der Insel ein befestigtes Dorf der Quileute befand. Die Verwendung einer Insel als natürliche Festung ist für die Indianer ungewöhnlich, aber James Island diente bis in die Mitte des 19. Jahrhunderts hinein dem Stamm als natürliche Festung bei räuberischen Überfällen der Makah und in anderen Kriegen. Der einzige Zugang auf das Gipfelplateau war leicht zu verteidigen, und archäologische Funde brachten Feuerstellen zu Tage, auf denen Wasser zum Kochen gebracht werden konnte, um es dann auf Angreifer zu gießen. Dazu gab es ausreichend Felsbrocken, die von den Klippen auf Angreifer geworfen werden konnten, und eine Quelle sicherte die Trinkwasserversorgung. 1997 wurden bei Untersuchungen auch Reste einer Seilbahn entdeckt, die zum Transport auf das Gipfelplateau diente.
Neben ihrer Funktion als Festung hat James Island auch spirituelle und kulturelle Bedeutung für die Quileute. Höherrangige Mitglieder des Stammes wurden nach ihrem Tod in Wolldecken gewickelt in ihren Kanus auf der Insel beigesetzt. Durch ihre Lage vor der Küste hat man vom Gipfelplateau einen weiten Ausblick, so dass der Felsen auch zur Walbeobachtung diente. Während des Zweiten Weltkriegs wurde auf der Insel ein Beobachtungsposten eingerichtet, der den Beobachtungsposten in La Push ergänzte.
Die Insel ist heute über eine Metallleiter zugänglich, gilt aber wegen ihrer Geschichte den Quileute als heiliger Ort und ist für Touristen nicht zugänglich. Da die Inselgruppe ein gefährliches Schifffahrtshindernis bei der Einfahrt in den Hafen von La Push darstellt, unterhält die US-Küstenwache auf der Insel ein Nebelhorn und ein Signallicht. Am 9. Juli 2010 stürzte ein Hubschrauber der Coast Guard vor der Insel ins Meer, nur einer der vier Insassen überlebte den Absturz. Schon 1997 kamen drei Mitglieder der Coast Guard ums Leben, als ihr Boot am 19. Februar des Jahres in schwerer See vor der Felsküste sank.
Im Sommer 1997 war James Island Ort und Symbol einer internationalen Versammlung von 23 Indianerstämmen von Washington und British Columbia, die die Wiederaufnahme der traditionellen Fahrt mit hochseefähigen Kanus feierten.